# Дебет і кредит
Де́бет і кре́дит — стандартизовані методологічні прийоми бухгалтерського обліку.
Існує два види рахунків: активні і пасивні. Пасивні — це залучені кошти; активні — розміщені кошти компанії, підприємства чи банку. Для активних рахунків: дебет — прихід, кредит — витрата коштів. Для пасивних: кредит — дохід, дебет — витрата.

## Дебет
Де́бет (від лат. debet — «(він) позичає», «він винен») — ліва сторона  бухгалтерського рахунку. За активним і активно-пасивними рахунками: збільшення дебету означає збільшення майна або  майнових прав  організації. У латині для цього терміна використовується слово debitum — «борг».
Ліва сторона  бухгалтерського обліку позначає (трохи спрощено) майно або майнові права підприємства в контексті облікованих на рахунку коштів.
Розрізняють поняття дебетового залишку рахунку на якусь дату і дебетовий оборот рахунку за якийсь проміжок часу. Дебетовий залишок — грошова оцінка вартості майна або майнових прав підприємства, що обліковуються на рахунку, на якийсь момент часу. Дебетовий оборот — сумарна грошова оцінка всіх господарських операцій за проміжок часу, що сприяли збільшенню майна / майнових прав або зменшенню джерела формування майна, які обліковуються на розглянутому рахунку.
На активних рахунках відбувається рух коштів з кредиту в дебет.
На пасивних рахунках кошти рухаються з дебету в кредит. По суті, при відображенні господарських операцій дебетовий оборот в  активних рахунках означає збільшення сум, що враховуються (на активних рахунках звичайно враховується майно або майнові права підприємства або витрати). Дебетовий оборот у пасивних рахунках позначає зменшення сум, що враховуються (на пасивних рахунках звичайно враховується виручка і різні види заборгованості підприємства).
Часто вживаний термін «дебет проводки» самостійного значення не має, під ним мають на увазі дебет рахунку, якого стосується проведення фінансової операції.

## Кредит
Кре́дит (від лат. credit — «(він) вірить», «(він) дає у борг, позичає») — права сторона бухгалтерського рахунку.